# Throop (Dorset)
Throop – wieś w Anglii, w hrabstwie ceremonialnym Dorset, w dystrykcie (unitary authority) Bournemouth, Christchurch and Poole. Leży 42 km na wschód od miasta Dorchester i 146 km na południowy zachód od Londynu.